# Понте Презале (Арецо)
Понте Презале је насеље у Италији у округу Арецо, региону Тоскана.
Према процени из 2011. у насељу је живело 132 становника. Насеље се налази на надморској висини од 573 м.